# Тынянских, Иван Михайлович
Иван Михайлович Тынянских (29 июля 1890, село Николаевка, Шаталовская область, Нижнедевицкий уезд — 28 марта 1964, Воронеж) — советский военачальник, генерал-майор артиллерии, участник Первой мировой, Гражданской, Советско-финской и Великой Отечественной войн.

## Биография
Тынянских Иван Михайлович родился 23 июля 1890 года в селе Николаевка, Шаталовская волость. Получил образование в церковно-приходской школе. В 1911 году был призван в Русскую императорскую армию. Прошёл обучение в артиллерийской школе унтер-офицеров.
Во время Первой мировой войны служил сержантом 3-й батареи 38-й артиллерийской бригады, впоследствии стал командиром артиллерийского взвода. В 1919 году вступил в ряды Рабоче-крестьянской Красной армии. 15 октября 1917 избран помощником командира батальона в бригадный и дивизионный революционный комитет. В период с 1917 по 1919 годы осуществлял деятельность по установлению и укреплению советской власти на территории Нижнедевицкого уезда (в настоящее время Воронежская область).
Во время Гражданской войны в 1919—1920 годах участвовал в военных столкновениях против вооружённых формирований белогвардейцев. Впоследствии в 1922—1923 годах осуществлял деятельность по ликвидации басмачей в Средней Азии. Принимал участие в финской войне.
В 1935 году окончил Ленинградскую военно-артиллерийскую академию. В период с 1940 по 1941 год занимал должность начальника артиллерии танкового корпуса в городе Псков. В дальнейшем с марта по июнь 1941 был начальником артиллерии 10-го механизированного корпуса 23-й армии Ленинградского военного округа. После с июня по октябрь 1941 являлся командующим артиллерией на Кингисеппском оборонительном участке на Ленинградском фронте. 9 августа был контужен в бою, однако не покинул линию фронта.
В период с 1941 по 1945 являлся заместителем командующего, а потом командующим артиллерией Среднеазиатского военного округа. С 1945 по 1953 год командующий Ташкентского военного округа.
После войны в период с 1953 по 1957 год стал начальником Свердловского артиллерийского училища.
Умер 28 марта 1964 года. Похоронен на Коминтерновском историко-мемориальном кладбище Воронежа.

## Награды
- Орден Ленина (21 февраля 1945)[1];
- 2 ордена Красного Знамени (3 ноября 1944, 24 февраля 1945)[2][3];
- Орден Красной Звезды (17 ноября 1945)[4];
- Медаль «За оборону Ленинграда»[5];
- Медаль «За победу над Германией в Великой Отечественной войне 1941—1945 гг.»[6].